# CONCACAF Gold Cup 2023
La CONCACAF Gold Cup 2023 è stata la 27ª edizione (la 17ª con la formula attuale) dell'omonimo torneo di calcio continentale per squadre nazionali maggiori maschili organizzato dalla CONCACAF. Il torneo si è svolto dal 24 giugno al 16 luglio 2023 negli Stati Uniti d'America e in Canada.
Gli Stati Uniti erano la squadra campione in carica, avendo vinto l'edizione 2021 della competizione.
A trionfare è stato il Messico, che ha battuto Panama col punteggio di 1-0 nella finale disputata il 16 luglio al SoFi Stadium di Inglewood, conquistando il suo dodicesimo titolo.

## Qualificazioni
Nel settembre 2020, la CONCACAF ha annunciato che il Qatar, vincitrice della Coppa d'Asia 2019 e nazione ospitante del Campionato mondiale di calcio 2022, avrebbe partecipato come ospite alle edizioni 2021 e 2023 del torneo. I partecipanti rimanenti si sarebbero qualificati tramite la CONCACAF Nations League 2022-2023 e, in seconda battuta, tramite le qualificazioni apposite:
- Le prime due di ognuno dei quattro gironi della Lega A si qualificano automaticamente, mentre le terze classificate giocano le qualificazioni.
- Le vincenti di ognuno dei quattro gironi della Lega B si qualificano automaticamente, mentre le altre migliori quattro giocano le qualificazioni.
- Le vincenti di ognuno dei quattro gironi della Lega C giocano le qualificazioni.

## Formula
Il torneo si svilupperà in due fasi: prima una fase a gruppi e successivamente una fase a eliminazione diretta.
Mediante sorteggio saranno formati i quattro gironi all'italiana (chiamati "gruppi"), composti ciascuno da quattro squadre. Ogni squadra ha affronterà le altre in partite di sola andata per un totale di tre giornate. Ottengono l'accesso alla fase a eliminazione diretta le squadre classificatesi ai primi due posti di ciascun raggruppamento.
La fase a eliminazione diretta consiste in un tabellone di tre turni (quarti di finale, semifinali e finale) ad accoppiamenti prestabiliti. In caso di parità al termine dei 90 minuti regolamentari, erano previsti prima i tempi supplementari e poi i tiri di rigore.

## Squadre partecipanti
Dodici squadre si qualificano direttamente tramite la CONCACAF Nations League 2022-2023, altre dodici squadre disputano i play-off di qualificazione per altri tre posti.
| Pr. | Squadra             | Data di qualificazione certa | Partecipante in quanto                                                  | Partecipazioni precedenti | Ultima presenza              |
| --- | ------------------- | ---------------------------- | ----------------------------------------------------------------------- | ------------------------- | ---------------------------- |
| 1   | Qatar               | 2 settembre 2020             | Invitata come ospite                                                    | 1                         | Stati Uniti 2021             |
| 2   | Panama              | 12 giugno 2022               | Vincitore del gruppo B della Lega A della CONCACAF Nations League       | 10                        | Stati Uniti 2021             |
| 3   | Giamaica            | 14 giugno 2022               | 2º classificato del gruppo A della Lega A della CONCACAF Nations League | 12                        | Stati Uniti 2021             |
| 4   | El Salvador         | 14 giugno 2022               | 2º classificato del gruppo D della Lega A della CONCACAF Nations League | 12                        | Stati Uniti 2021             |
| 5   | Messico             | 23 marzo 2023                | Vincitore del gruppo A della Lega A della CONCACAF Nations League       | 16                        | Stati Uniti 2021             |
| 6   | Stati Uniti         | 24 marzo 2023                | Vincitore del gruppo D della Lega A della CONCACAF Nations League       | 16                        | Stati Uniti 2021             |
| 7   | Haiti               | 25 marzo 2023                | Vincitore del gruppo B della Lega B della CONCACAF Nations League       | 8                         | Stati Uniti 2021             |
| 8   | Costa Rica          | 25 marzo 2023                | 2º classificato del gruppo B della Lega A della CONCACAF Nations League | 15                        | Stati Uniti 2021             |
| 9   | Canada              | 25 marzo 2023                | Vincitore del gruppo C della Lega A della CONCACAF Nations League       | 15                        | Stati Uniti 2021             |
| 10  | Honduras            | 25 marzo 2023                | 2º classificato del gruppo C della Lega A della CONCACAF Nations League | 15                        | Stati Uniti 2021             |
| 11  | Cuba                | 26 marzo 2023                | Vincitore del gruppo A della Lega B della CONCACAF Nations League       | 9                         | USA-Costa Rica-Giamaica 2019 |
| 12  | Guatemala           | 27 marzo 2023                | Vincitore del gruppo D della Lega B della CONCACAF Nations League       | 11                        | Stati Uniti 2021             |
| 13  | Trinidad e Tobago   | 12 giugno 2023               | 2º classificato del gruppo C della Lega B della CONCACAF Nations League | 11                        | Stati Uniti 2021             |
| 14  | Guadalupa           | 20 giugno 2023               | Qualificazioni alla CONCACAF Gold Cup 2023                              | 4                         | Stati Uniti 2021             |
| 15  | Martinica           | 20 giugno 2023               | Qualificazioni alla CONCACAF Gold Cup 2023                              | 7                         | Stati Uniti 2021             |
| 16  | Saint Kitts e Nevis | 20 giugno 2023               | Qualificazioni alla CONCACAF Gold Cup 2023                              | -                         | Esordiente                   |

## Sorteggio dei gruppi
Il sorteggio della fase a giorni ha avuto luogo il 14 aprile 2023 al SoFi Stadium a Inglewood in California.
Le squadre sono suddivise in quattro fasce in base al ranking CONCACAF al 31 marzo 2023: le 12 squadre già qualificate sono inserite nelle prime tre fasce, mentre le tre squadre qualificate tramite i playoff e il Qatar sono inserite nella quarta fascia. Inoltre alle squadre in prima fascia è già assegnato il gruppo: gli Stati Uniti, in quanto vincitori della precedente edizione, sono nel gruppo A, Messico nel gruppo B, Costa Rica nel gruppo C e Canada nel gruppo D.

### Urne
| Urna 1                                                    | Urna 2                          | Urna 3                              | Urna 4                                        |
| --------------------------------------------------------- | ------------------------------- | ----------------------------------- | --------------------------------------------- |
| Messico (B1) Stati Uniti (A1) Costa Rica (C1) Canada (D1) | Panama Haiti Giamaica Guatemala | Honduras El Salvador Cuba Nicaragua | Qatar Guadalupa Martinica Saint Kitts e Nevis |

## Arbitri
Il 7 giugno 2023 la CONCACAF ha reso noti gli arbitri designati per la competizione.
- Drew Fischer
- Juan Gabriel Calderón
- Iván Barton
- Mario Escobar
- Walter López Castellanos

- Said Martínez
- Oshane Nation
- Daneon Parchment
- Adonai Escobedo

- Marco Ortiz
- César Ramos
- Rubiel Vazquez
- Armando Villarreal

## Stadi
Il 10 aprile 2023 la CONCACAF ha annunciato i 15 impianti prescelti su 14 città, 13 negli Stati Uniti e 1 in Canada.
| Stati Uniti        | Stati Uniti | Stati Uniti | Stati Uniti | Stati Uniti          |
| Arlington          | Charlotte | Houston | Houston | Inglewood            |
| ------------------ | --- | --- | --- | -------------------- |
| AT&T Stadium       | Bank of America Stadium | NRG Stadium | Shell Energy Stadium | SoFi Stadium         |
| Capacità: 80.000   | Capacità: 74.867 | Capacità: 72.220 | Capacità: 22.039 | Capacità: 70.240     |
|                    | | | |                      |
| Santa Clara        | Charlotte Arlington Glendale Paradise Inglewood Santa Clara Chicago Houston San Diego Cincinnati Harrison Saint Louis Fort Lauderdale | Charlotte Arlington Glendale Paradise Inglewood Santa Clara Chicago Houston San Diego Cincinnati Harrison Saint Louis Fort Lauderdale | Charlotte Arlington Glendale Paradise Inglewood Santa Clara Chicago Houston San Diego Cincinnati Harrison Saint Louis Fort Lauderdale | Glendale             |
| Levi's Stadium     | Charlotte Arlington Glendale Paradise Inglewood Santa Clara Chicago Houston San Diego Cincinnati Harrison Saint Louis Fort Lauderdale | Charlotte Arlington Glendale Paradise Inglewood Santa Clara Chicago Houston San Diego Cincinnati Harrison Saint Louis Fort Lauderdale | Charlotte Arlington Glendale Paradise Inglewood Santa Clara Chicago Houston San Diego Cincinnati Harrison Saint Louis Fort Lauderdale | State Farm Stadium   |
| Capacità: 68.500   | Charlotte Arlington Glendale Paradise Inglewood Santa Clara Chicago Houston San Diego Cincinnati Harrison Saint Louis Fort Lauderdale | Charlotte Arlington Glendale Paradise Inglewood Santa Clara Chicago Houston San Diego Cincinnati Harrison Saint Louis Fort Lauderdale | Charlotte Arlington Glendale Paradise Inglewood Santa Clara Chicago Houston San Diego Cincinnati Harrison Saint Louis Fort Lauderdale | Capacità: 63.400     |
|                    | Charlotte Arlington Glendale Paradise Inglewood Santa Clara Chicago Houston San Diego Cincinnati Harrison Saint Louis Fort Lauderdale | Charlotte Arlington Glendale Paradise Inglewood Santa Clara Chicago Houston San Diego Cincinnati Harrison Saint Louis Fort Lauderdale | Charlotte Arlington Glendale Paradise Inglewood Santa Clara Chicago Houston San Diego Cincinnati Harrison Saint Louis Fort Lauderdale |                      |
| Chicago            | Charlotte Arlington Glendale Paradise Inglewood Santa Clara Chicago Houston San Diego Cincinnati Harrison Saint Louis Fort Lauderdale | Charlotte Arlington Glendale Paradise Inglewood Santa Clara Chicago Houston San Diego Cincinnati Harrison Saint Louis Fort Lauderdale | Charlotte Arlington Glendale Paradise Inglewood Santa Clara Chicago Houston San Diego Cincinnati Harrison Saint Louis Fort Lauderdale | Las Vegas (Paradise) |
| Soldier Field      | Charlotte Arlington Glendale Paradise Inglewood Santa Clara Chicago Houston San Diego Cincinnati Harrison Saint Louis Fort Lauderdale | Charlotte Arlington Glendale Paradise Inglewood Santa Clara Chicago Houston San Diego Cincinnati Harrison Saint Louis Fort Lauderdale | Charlotte Arlington Glendale Paradise Inglewood Santa Clara Chicago Houston San Diego Cincinnati Harrison Saint Louis Fort Lauderdale | Allegiant Stadium    |
| Capacità: 61.500   | Charlotte Arlington Glendale Paradise Inglewood Santa Clara Chicago Houston San Diego Cincinnati Harrison Saint Louis Fort Lauderdale | Charlotte Arlington Glendale Paradise Inglewood Santa Clara Chicago Houston San Diego Cincinnati Harrison Saint Louis Fort Lauderdale | Charlotte Arlington Glendale Paradise Inglewood Santa Clara Chicago Houston San Diego Cincinnati Harrison Saint Louis Fort Lauderdale | Capacità: 61.000     |
|                    | Charlotte Arlington Glendale Paradise Inglewood Santa Clara Chicago Houston San Diego Cincinnati Harrison Saint Louis Fort Lauderdale | Charlotte Arlington Glendale Paradise Inglewood Santa Clara Chicago Houston San Diego Cincinnati Harrison Saint Louis Fort Lauderdale | Charlotte Arlington Glendale Paradise Inglewood Santa Clara Chicago Houston San Diego Cincinnati Harrison Saint Louis Fort Lauderdale |                      |
| San Diego          | Cincinnati | Harrison | Saint Louis | Fort Lauderdale      |
| Snapdragon Stadium | TQL Stadium | Red Bull Arena | CityPark | DRV PNK Stadium      |
| Capacità: 35.000   | Capacità: 25.513 | Capacità: 25.000 | Capacità: 22.500 | Capacità: 18.000     |
|                    | | | |                      |

| Canada           | Canada  | Canada  | Canada  |
| ---------------- | ------- | ------- | ------- |
| Toronto          | Toronto | Toronto | Toronto |
| BMO Field        | Toronto | Toronto | Toronto |
| Capacità: 30.991 | Toronto | Toronto | Toronto |
|                  | Toronto | Toronto | Toronto |

## Fase a gruppi

### Gruppo A
| Pos. | Squadra             | Pt | G | V | N | P | GF | GS | DR  |
| ---- | ------------------- | -- | - | - | - | - | -- | -- | --- |
| 1.   | Stati Uniti         | 7  | 3 | 2 | 1 | 0 | 13 | 1  | +12 |
| 2.   | Giamaica            | 7  | 3 | 2 | 1 | 0 | 10 | 2  | +8  |
| 3.   | Trinidad e Tobago   | 3  | 3 | 1 | 0 | 2 | 4  | 10 | -6  |
| 4.   | Saint Kitts e Nevis | 0  | 3 | 0 | 0 | 3 | 0  | 14 | -14 |

#### Risultati
| Arbitro: | César Ramos |

|             |           |          |
| Vázquez 88’ | Marcatori | 14’ Lowe |

| Arbitro: | Said Martinez |

|                                       |           |  |
| Jones 43’ Fortune 65’ Ible 73’ (aut.) | Marcatori |  |

| Arbitro: | Fernando Guerrero |

|                                         |           |               |
| Gray 14’, 30’ Bailey 18’ Richards 90+2’ | Marcatori | 49’ Rampersad |

| Arbitro: | Juan Gabriel Calderón |

|  |           |                                                         |
|  | Marcatori | 12’, 79’ Mihailović 14’ Reynolds 16’, 25’, 50’ Ferreira |

| Arbitro: | Mario Escobar |

|                                                                    |           |  |
| Ferreira 14’, 38’, 45+2’ (rig.) Cowell 66’ Busio 80’ Vázquez 90+5’ | Marcatori |  |

| Arbitro: | Adonai Escobedo Gonzalez |

|                                                                      |           |  |
| Archibald 30’ (aut.) Russell 45+2’ Bernard 49’ Johnson 72’ Burke 74’ | Marcatori |  |

### Gruppo B
| Pos. | Squadra  | Pt | G | V | N | P | GF | GS | DR |
| ---- | -------- | -- | - | - | - | - | -- | -- | -- |
| 1.   | Messico  | 6  | 3 | 2 | 0 | 1 | 7  | 2  | +5 |
| 2.   | Qatar    | 4  | 3 | 1 | 1 | 1 | 3  | 3  | 0  |
| 3.   | Honduras | 4  | 3 | 1 | 1 | 1 | 3  | 6  | -3 |
| 4.   | Haiti    | 3  | 3 | 1 | 0 | 2 | 4  | 6  | -2 |

#### Risultati
| Arbitro: | Daneon Parchment |

|                                  |           |               |
| Nazon 45+1’ (rig.) Pierrot 90+7’ | Marcatori | 20’ Abdurisag |

| Arbitro: | Mario Escobar |

|                                    |           |  |
| Romo 1’, 23’ Pineda 52’ Chávez 64’ | Marcatori |  |

| Arbitro: | Armando Villarreal |

|                |           |            |
| Al-Abdullah 7’ | Marcatori | 90+6’ Elis |

| Arbitro: | Walter López Castellanos |

|          |           |                                       |
| Jean 78’ | Marcatori | 46’ Martín 56’ (aut.) Adé 83’ Giménez |

| Arbitro: | Oshane Nation |

|                        |           |             |
| Bengtson 42’ Pinto 59’ | Marcatori | 21’ Pierrot |

| Arbitro: | Drew Fischer |

|  |           |             |
|  | Marcatori | 27’ Shehata |

### Gruppo C
| Pos. | Squadra     | Pt | G | V | N | P | GF | GS | DR |
| ---- | ----------- | -- | - | - | - | - | -- | -- | -- |
| 1.   | Panama      | 7  | 3 | 2 | 1 | 0 | 6  | 4  | +2 |
| 2.   | Costa Rica  | 4  | 3 | 1 | 1 | 1 | 7  | 6  | +1 |
| 3.   | Martinica   | 3  | 3 | 1 | 0 | 2 | 7  | 9  | -2 |
| 4.   | El Salvador | 2  | 3 | 0 | 2 | 1 | 3  | 4  | -1 |

#### Risultati
| Arbitro: | Adonai Escobedo Gonzalez |

|                      |           |                        |
| Tamacas 90+5’ (rig.) | Marcatori | 11’ Burner 16’ Fortuné |

| Arbitro: | Drew Fischer |

|              |           |                          |
| Suárez 90+1’ | Marcatori | 23’ Fajardo 68’ Bárcenas |

| Arbitro: | Saíd Martínez |

|              |           |                         |
| Fabien 90+5’ | Marcatori | 57’ Fajardo 69’ Murillo |

| Harrison 30 giugno 2023, ore 20:30 UTC-4 | El Salvador | 0 – 0 referto | Costa Rica | Red Bull Arena (22 615 spett.)\| Arbitro: \| César Ramos \| |
| Arbitro:                                 | César Ramos |               |            |                                                             |

| Arbitro: | Bryan Lopez |

|                                                                              |           |                                                 |
| Waston 10’ Calvo 41’ Vargas 55’ Campbell 59’ (rig.) Contreras 68’ Campos 90’ | Marcatori | 18’, 79’ Burner 75’ (rig.) Labeau 90+3’ Mexique |

| Arbitro: | Walter López Castellanos |

|                      |           |                        |
| Escobar 26’ Díaz 71’ | Marcatori | 4’ B. Gil 90+1’ M. Gil |

### Gruppo D
| Pos. | Squadra   | Pt | G | V | N | P | GF | GS | DR |
| ---- | --------- | -- | - | - | - | - | -- | -- | -- |
| 1.   | Guatemala | 7  | 3 | 2 | 1 | 0 | 4  | 2  | +2 |
| 2.   | Canada    | 5  | 3 | 1 | 2 | 0 | 6  | 4  | +2 |
| 3.   | Guadalupa | 4  | 3 | 1 | 1 | 1 | 8  | 6  | +2 |
| 4.   | Cuba      | 0  | 3 | 0 | 0 | 3 | 3  | 9  | -6 |

#### Risultati
| Arbitro: | Rubiel Vazquez |

|                               |           |                                       |
| Cavallini 49’ Lina 70’ (aut.) | Marcatori | 23’ Ambrose 90+3’ (aut.) Russell-Rowe |

| Arbitro: | Oshane Nation |

|         |           |  |
| Lom 48’ | Marcatori |  |

| Arbitro: | Iván Barton |

|                      |           |                                        |
| Hernández 63’ (rig.) | Marcatori | 13’, 43’ Phaeton 41’ Plumain 51’ Baron |

| Houston 1 luglio 2023, ore 20:30 UTC-5 | Guatemala   | 0 – 0 referto | Canada | PNC Stadium\| Arbitro: \| Marco Ortiz \| |
| Arbitro:                               | Marco Ortiz |               |        |                                          |

| Arbitro: | Juan Gabriel Calderón |

|                                  |           |                          |
| Gravillon 27’ Plumain 63’ (rig.) | Marcatori | 39’, 70’ Rubin 76’ Mejía |

| Arbitro: | Keylor Herrera |

|                                                     |           |                                        |
| Hoilett 21’ (rig.) Osorio 27’ Nelson 47’ Millar 61’ | Marcatori | 45+4’ (rig.) Paradela 89’ (rig.) Reyes |

## Fase a eliminazione diretta

### Tabellone
|  | Quarti di finale      | Quarti di finale      | Quarti di finale |              |             | Semifinali  | Semifinali | Semifinali |  |  | Finale | Finale | Finale |  |
|  |                       |                       |                  |              |             |             |            |            |  |  |        |        |        |  |
|  | 1D. Guatemala         | 1D. Guatemala         | 0                |              |             |             |            |            |  |  |        |        |        |  |
|  | 1D. Guatemala         | 1D. Guatemala         | 0                |              |             |             |            |            |  |  |        |        |        |  |
|  | 2A. Giamaica          | 2A. Giamaica          | 1                |              |             |             |            |            |  |  |        |        |        |  |
|  | 2A. Giamaica          | 2A. Giamaica          | 1                |              | Giamaica    | Giamaica    | 0          |            |  |  |        |        |        |  |
|  |                       |                       |                  |              | Giamaica    | Giamaica    | 0          |            |  |  |        |        |        |  |
|  |                       |                       | Messico          | Messico      | 3           |             |            |            |  |  |        |        |        |  |
|  | 1B. Messico           | 1B. Messico           | Messico          | Messico      | 3           | 2           |            |            |  |  |        |        |        |  |
|  | 1B. Messico           | 1B. Messico           |                  |              |             |             |            |            |  |  |        |        |        |  |
|  | 2C. Costa Rica        | 2C. Costa Rica        | 0                |              |             |             |            |            |  |  |        |        |        |  |
|  | 2C. Costa Rica        | 2C. Costa Rica        | 0                |              | Messico     | Messico     | 1          |            |  |  |        |        |        |  |
|  |                       |                       |                  |              |             |             |            |            |  |  |        |        |        |  |
|  |                       |                       | Panama           | Panama       | 0           |             |            |            |  |  |        |        |        |  |
|  | 1A. Stati Uniti (dtr) | 1A. Stati Uniti (dtr) | Panama           | Panama       | 0           | 2 (3)       |            |            |  |  |        |        |        |  |
|  | 1A. Stati Uniti (dtr) | 1A. Stati Uniti (dtr) |                  |              |             |             |            |            |  |  |        |        |        |  |
|  | 2D. Canada            | 2D. Canada            | 2 (2)            |              |             |             |            |            |  |  |        |        |        |  |
|  | 2D. Canada            | 2D. Canada            | 2 (2)            |              | Stati Uniti | Stati Uniti | 1 (4)      |            |  |  |        |        |        |  |
|  |                       |                       |                  |              | Stati Uniti | Stati Uniti | 1 (4)      |            |  |  |        |        |        |  |
|  |                       |                       | Panama (dtr)     | Panama (dtr) | 1 (5)       |             |            |            |  |  |        |        |        |  |
|  | 1C. Panama            | 1C. Panama            | Panama (dtr)     | Panama (dtr) | 1 (5)       | 4           |            |            |  |  |        |        |        |  |
|  | 1C. Panama            | 1C. Panama            |                  |              |             |             |            |            |  |  |        |        |        |  |
|  | 2B. Qatar             | 2B. Qatar             | 0                |              |             |             |            |            |  |  |        |        |        |  |

### Quarti di finale
| Arbitro: | César Ramos |

|                                 |           |  |
| Bárcenas 19’ Díaz 56’, 63’, 65’ | Marcatori |  |

| Arbitro: | Said Martínez |

|                               |           |  |
| Pineda 52’ (rig.) Sánchez 87’ | Marcatori |  |

| Arbitro: | Drew Fischer |

|  |           |          |
|  | Marcatori | 51’ Bell |

| Arbitro: | Marco Ortiz |

|                                 |                      |                                         |
| Vázquez 52’ Kennedy 115’ (aut.) | Marcatori            | 90+3’ (rig.) Vitória 109’ Shaffelburg   |
| Vázquez Cowell Busio Ferreira   | Tiri di rigore 3 – 2 | Vitória Fraser Miller Russell-Rowe Brym |

### Semifinali
| Arbitro: | Walter López Castellanos |

|                                                  |                      |                                                      |
| Ferreira 105’                                    | Marcatori            | 99’ Anderson                                         |
| Ferreira Mihailović Morris Gressel Miazga Roldan | Tiri di rigore 4 – 5 | Escobar Díaz Martínez Bárcenas Waterman Carrasquilla |

| Arbitro: | Mario Escobar |

|  |           |                                     |
|  | Marcatori | 2’ Martín 30’ Chávez 90+3’ Alvarado |

### Finale
| Arbitro: | Said Martínez |

|             |           |  |
| Giménez 88’ | Marcatori |  |

## Statistiche

### Classifica marcatori
7 reti
- Jesús Ferreira (1 rig.)

4 reti
- Ismael Díaz

3 reti
- Patrick Burner

- Brandon Vázquez

2 reti
- Demarai Gray
- Matthias Phaeton
- Ange-Freddy Plumain (1 rig.)
- Rubio Rubin
- Frantzdy Pierrot

- Luis Chávez
- Santiago Giménez
- Henry Martín
- Orbelín Pineda (1 rig.)

- Luis Romo
- Édgar Bárcenas
- José Fajardo
- Djordje Mihailović

1 rete
- Lucas Cavallini
- David Hoilett (1 rig.)
- Jonathan Osorio
- Jayden Nelson
- Liam Millar
- Jacob Shaffelburg
- Steven Vitória (1 rig.)
- Francisco Calvo
- Joel Campbell (1 rig.)
- Diego Campos
- Anthony Contreras
- Aarón Suárez
- Juan Pablo Vargas
- Kendall Waston
- Arichel Hernández
- Luis Paradela (1 rig.)
- Maykel Reyes (1 rig.)
- Brayan Gil
- Mayer Gil

- Bryan Tamacas (1 rig.)
- Leon Bailey
- Amari'i Bell
- Di'Shon Bernard
- Cory Burke
- Daniel Johnson
- Damion Lowe
- Dujuan Richards
- Jon Russell
- Thierry Ambrose
- Anthony Baron
- Andreaw Gravillon
- Darwin Lom
- Carlos Mejía
- Danley Jean Jacques
- Duckens Nazon (1 rig.)
- Jerry Bengtson
- Alberth Elis
- Josè Pinto

- Karl Fabien
- Kévin Fortuné
- Brighton Labeau (1 rig.)
- Jonathan Mexique
- Roberto Alvarado
- Erick Sánchez
- Yusuf Abdurisag
- Tameem Al-Abdullah
- Hazem Shehata
- Fidel Escobar
- Michael Murillo
- Iván Anderson
- Cade Cowell
- Gianluca Busio
- Cade Cowell
- Bryan Reynolds
- Ajani Fortune
- Alvin Jones
- Andre Rampersad

Autoreti
- Jacen Russell-Rowe (1, pro Guadalupa)
- Scott Kennedy (1, pro Stati Uniti)

- Méddy Lina (1, pro Canada)
- Ricardo Adé (1, pro Messico)

- Julani Archibald (1, pro Giamaica)
- Jameel Ible (1, pro Trinidad e Tobago)

### Record
- Gol più veloce:  Luis Romo (Messico-Honduras, fase a gironi, 25 giugno, 1º minuto)
- Gol più lento:  Scott Kennedy (Stati Uniti-Canada, quarti di finale, 9 luglio, 115º minuto, autogol)
- Primo gol:  Yusuf Abdurisag (Haiti-Qatar, fase a gironi, 25 giugno, 20º minuto)
- Ultimo gol:  Santiago Giménez (Messico-Panama, finale, 16 luglio, 88º minuto)
- Miglior attacco:  Stati Uniti (16 reti segnate)
- Peggior attacco:  Saint Kitts e Nevis (0 retI segnate)
- Miglior difesa:  Messico (2 reti subite)
- Peggior difesa:  Saint Kitts e Nevis (14 reti subite)
- Miglior differenza reti:  Stati Uniti (+12)
- Partita con il maggior numero di gol:  Costa Rica- Martinica 6-4 (fase a gironi, 4 luglio) (10 gol)
- Partita con il maggior scarto di gol:  Saint Kitts e Nevis- Stati Uniti 0-6 (fase a gironi, 28 giugno),  Stati Uniti- Trinidad e Tobago 6-0 (fase a gironi, 2 luglio) (6 gol di scarto)

## Riconoscimenti
Al termine della competizione sono stati assegnati i seguenti riconoscimenti individuali e di squadra:
- Miglior giocatore:  Adalberto Carrasquilla[8]
- Scarpa d'oro:   Jesús Ferreira[9]
- Miglior portiere:  Guillermo Ochoa[10]
- Spirito combattivo:  Santiago Giménez[11]
- Premio Fair Play:   Stati Uniti[12]
- Squadra del torneo:

| Portieri        | Difensori                                 | Centrocampisti                                                                | Attaccanti                 |
| --------------- | ----------------------------------------- | ----------------------------------------------------------------------------- | -------------------------- |
| Guillermo Ochoa | Fidel Escobar Johan Vásquez Jorge Sánchez | Luis Chávez Adalberto Carrasquilla Orbelín Pineda Édgar Bárcenas Demarai Gray | Jesús Ferreira Ismael Díaz |